# Podbrowar
Podbrowar – przysiółek wsi Stradomka w Polsce położony w województwie małopolskim, w powiecie bocheńskim, w gminie Bochnia.
W latach 1975–1998 przysiółek administracyjnie należał do województwa tarnowskiego.